# 빅 쇼
빅 쇼(Big Show, 1972년 2월 8일~)는 미국의 프로레슬링선수, 배우다. 흔히 더 빅 쇼(The Big Show)라는 링네임으로 알려져있으며, 본명은 폴 랜달 앤더슨 와이트 주니어(Paul Randall Anderson Wight Jr.)이다. 1995년 프로레슬링 입문했고 피니쉬는 초크슬램, WMD(라이트 핸드 넉아웃 훅)로 사용한다.
그는 키는 213cm 몸무게는 170kg의 거대한 체구로 파워면에서는 월등하게 강하나 민첩성이 떨어져서 미들급 선수와의 대결에서는 상대적으로 많이 불리한 면이 있다. 반면 헤비급 선수들과 붙으면 빅쇼의 힘을 이길 선수가 거의 없다. 그리고 폴 와이트의 링네임 빅 쇼는 앙드레 더 자이언트의 재림이라 불린다. 또한 과거에 마크 헨리와 대립을 하면서 슈퍼플랙스를 날리다가 링이 박살난 기록이 있었다. 2015년부터는 선수생활을 거의 안하고 있지만 여전히 사람들에게 존경 받고있다.
빅 쇼는 그 거대한 덩치에도 불구하고 타의 추종을 불허하는 뛰어난 접수 능력으로 유명해 아무리 실력이 부족한 레슬러와 같이 시합을 해도 멋진 경기와 명장면들을 수없이 연출해낸다. 
또한 빅 쇼는 배신의 명수 기믹으로 WWE에서 활동했는데 이 기믹이 지나쳐서 심지어 2021년 2월에는 WWE의 라이벌 회사인 AEW에 해설위원으로 취직했다. 자주 배신하는 기믹으로 인해 선역과 악역을 굉장히 많이 바꿨다.

## 프로 레슬링 경력
- 1999년 2월부터 악역으로 활동
- 2001년 7월 22일 WWF 인베이전 2001에서 선역으로 돌아옴
- 2002년 4월 스톤 콜드한테 공격을 해 악역으로 전환함
- 2004년 말에는 에디 게레로 대신 커트 앵글에게 도전하며 선역으로 전환
- 2005년 케인 (프로레슬링 선수) 태그팀으로 활동
- 2006년 여름에는 폴 헤이먼과 손을 잡고 악역으로 전환
- 2010년 4월 26일 Raw에서 더 미즈에게 KO 펀치를 날려 2010년 4월 30일 스맥다운 이적으로 또 다시 선역으로 돌아옴
- 2011년 7월 머니 인 더 뱅크에서는 마크 헨리한테 발목 부상으로 인하여 2011년 10월 부상을 완전히 회복을 하면서 복귀를 하게 되었다.
- 2011년 12월 TLC에서 WWE 월드 헤비웨이드 챔피언을 받게 되었거나 마크 헨리한테 DDT를 맞고 쓰러지게 되면서 결국 대니얼 브라이언한테 뺏기고 말았다.
- 2012년 4월 레슬메니아에서 WWE 인터콘티넨탈 챔피언을 얻었으나 2012년 4월 후순에서는 결국 코디 로즈한테 뺏기고 말았다.
- 2012년 5월에서는 존 로리나이티스의 목소리를 흉내내다 해고를 당했다. 그 후 악역으로 전환하여 존 시나와 대립하다가 나중에는 CM 펑크, 존 시나와 대립을 함.
- 2012년 10월 28일 WWE 월드 헤비웨이트 챔피언을 얻었으나 2013년 1월 11일 그만 알베르토 델 리오한테 월드 헤비웨이트 챔피언을 잃게 되었다.
- 그리고 2013년 1월~2월까지는 알베르토 델 리오와 대립을 하다가 2013년 5월 24일 스맥다운에서 과거 자신의 파트너였던 크리스 제리코와 대결을 하다가 패배.
- 8월 12일 WWE RAW에 갑작스럽게 복귀하면서 다시 선역으로 전환한다.
- 2013년 9월 2일 Raw에서는 대니얼 브라이언에게 KO 펀치를 날림
- 9월 16일 Raw에서는 스테파니 맥맨으로부터 그 날 코디 로즈, 골더스트 두 아들의 복직을 위해 등장한 더스티 로즈에게 KO 펀치를 쓰라는 지시에 역시 울면서 KO 펀치를 날린다.
- 10월 4일 스맥다운에서의 랜디 오턴 & 실드와의 1:4 핸디캡 매치에서 다굴당하고 최근 랜디가 꾸준히 밀고 있는 접이식 의자에 목 끼우고 그 위에서 니 드랍을 시전하려다 난입한 대니얼 브라이언의 도움을 받는다.
- 2013년 10월 6일 배틀 그라운드 2013에서 WWE 챔피언십 매치에 난입을 해 대니얼 브라이언, 심판, 랜디 오튼 세 명에게 모두 KO 펀치를 먹이고 경기를 엉망으로 만들었다가 다음날 RAW에서 스테파니 맥맨에게 따귀를 맞고 퇴장을 하다가 메인 이벤트에서 화가난 그는 트리플 에이치에게 ko 펀치를 날리고 만다.
- 2013년 10월 14일 WWE RAW에서는 매인 이벤트에서 일반 관중으로 WWE 태그팀 챔피언십 코디 로즈, 골더스트 NO-DQ매치 중에 난입해 더 쉴드 일당에게 KO 펀치를 날리면서 타이틀을 잃게 하는데 성공했다.
- 2013년 10월 ~ 11월까지는 랜디 오턴 대립을 하였으나 패배했다.
- 2014년 11월 서바이버 시리즈 2014에서 갑자기 존 시나에게 ko 펀치를 날려 악역을 전환을 했다.
- 2014년 11월 ~ 12월까지는 에릭 로완하고 대립을 했고 로얄럼블 2015에서 참가를 했으나 로만 레인즈한테 탈락했으며 그리고 앙드레 더 자이언트 추모 배틀로얄 매치 중에서 결국은 살아 남았으며 우승을 했다.
- 2015년 3월 ~ 4월까지 로만 레인즈와 대립을 했으나 결국 패배를 하고 만다.
- 2015년 6월에서는 라이백하고 대립을 했으나 어처구니 없게도 미즈가 방해를 하면서 실격함 그러부터 배틀 그라운드 2015에서 갑자기 난입을 해서 미즈한테 KO 펀치를 날리고 만다.
- 2015년 8월 27일 스맥다운에서 자신의 태그팀 알렉산더 루세프한테 KO 펀치를 날려 링으로 밖으로 나갔다.
- 2016년 1월 18일 WWE Raw에서 갑자기 선역으로 돌아온다.
- 2016년 12월 자신은 경기를 치를수 없다고 했지만 케빈 오웬스 때문에 마지못해 세스와 경기를 하게 된다. 하지만 케빈 오웬스가 잔소리를 하니까 케빈 오웬스 한 테 초크슬램을 날리고 카운터 아웃으로 진다.그 후 세스가 케빈을 구타한다.
- 2017년 4월 17일 브라운 스트로우먼이 신의 슈퍼플렉스를 작렬시키면서 끝내 링이 붕괴되는 사건이 또 일어나고 만다.
- 2017년 7월부터 엔조 아모레랑 같이 다닌다.
- 2017년 8월 섬머슬램에서 빅 캐스랑 대결을 했으나 결국 패배 하였다.
- 2018년 10월 10일 wwe 스맥다운에서 이적했으나 2018년 10월 17일 wwe 스맥다운에서 뉴 데이를 공격을 하면서 악역으로 전환한다.

## 수상

### WCW
- WCW 월드 헤비웨이트 챔피언 2회
- WCW 월드 태그팀 챔피언 3회 – 렉스 루거 1회, 스팅 1회, 스캇 홀 1회
- 1996년 월드 워 3 우승자
- 1996년 킹 오브 케이블 토너먼트 우승자

### WWE
- WWE 챔피언 2회
- WWE 월드 헤비웨이트 챔피언 (구 버전) 2회
- WWE 인터콘티넨탈 챔피언 1회
- WWE 월드 태그팀 챔피언 (구 버전) 5회 – 언더테이커 2회, 케인 1회, 크리스 제리코 1회, 더 미즈 1회
- WWE 태그팀 챔피언 (구 버전) 3회 – 크리스 제리코 1회, 더 미즈 1회, 케인 1회
- WWE 하드코어 챔피언 3회
- WWE 유나이티드 스테이츠 챔피언 1회
- WWE 역사상 24번째 3관왕 달성
- WWE 역사상 13번째 그랜드슬램 달성
- ECW 월드 헤비웨이트 챔피언 1회
- 2009년 슬래미 어워드 올해의 태그팀 수상
- 2015년 앙드레 더 자이언트 기념 배틀 로얄 우승

## 기타 활동
- 2020년 빅 쇼 패밀리(The Big Show Show)